# Ace Cannon
Pour les articles homonymes, voir Cannon.
John "Ace" Cannon (5 mai 1934, Grenada, Mississippi - 6 décembre 2018, Calhoun City, Mississippi) est un saxophoniste alto et ténor américain, surtout connu pour ses morceaux instrumentaux. Ses influences vont du rock 'n' roll à la musique country, la pop, le jazz et le blues.
Surnommé « Godfather of Sax », Ace Cannon est intronisé au Rock and Soul Hall of Fame et au Rockabilly Hall of Fame en 2000.

## Biographie
John Henry Cannon commence sa carrière à Memphis, où il enregistre pour Sun Records des versions instrumentales de tubes des années 1950. Il accompagne, entre autres, Jerry Lee Lewis, Warren Smith, Barbara Pittman ou Billy Lee Riley. Sam Phillips, le fondateur du label, dit de lui : « Ace Cannon est le plus grand joueur de saxophone qui ait jamais vécu ». En 1959, il joue et tourne avec le Bill Black's Combo, son compagnon d'écurie chez Hi-Records, puis entame une carrière solo avec son disque Tuff en 1961, accompagné par les musiciens du Black Combo. Tuff culmine en 17e position dans Billboard Hot 100 en 1962, et le single Blues (Stay Away from Me) se classe no 36 cette même année,. En avril 1965, il sort Ace Cannon Live (HL 12025) ; selon les notes de pochette de Nick Pesce, l'album est enregistré devant un public en direct dans le studio d'enregistrement de Hi, et Pesce affirme que c'est la première fois qu'un tel album est enregistré (contrairement aux précédents albums live enregistrés dans des salles de concert) . 
En 1975, Cannon obtient une nomination aux Grammy Awards pour le « meilleur instrumental » pour sa version de Blue Eyes Crying in the Rain. En 1986, il participe à l’album Class of '55 qui réunit les vétérans de Sun Records, Jerry Lee Lewis, Carl Perkins, Johnny Cash et Roy Orbison. S'ensuit une tournée internationale conjointement avec Carl Perkins.
Ace Cannon fait son entrée au Rock and Soul Hall of Fame et au Rockabilly Hall of Fame en 2000. En mai 2007, sa ville natale de Calhoun City accueille son premier festival Ace Cannon annuel, et le 9 décembre 2008, Cannon est honoré d'une introduction au Mississippi Musicians' Hall of Fame. Il figure également aux Smithsonian Rock and Roll Hall of Fame, au Memphis Music Hall of Fame et au North American Country Music Association Hall of Fame.
Après des années de voyage à divertir ses fans du monde entier, il retourne à Calhoun City à la fin des années 1980, où il réside jusqu'à sa mort. Il y donne encore de nombreux concerts chaque année et travaille son swing presque quotidiennement sur son propre terrain de golf. 
Il meurt à son domicile le 6 décembre 2018, à l'âge de 84 ans,.

## Discographie

### Albums
- 1962 - Tuff Sax (US Hot Albums #24)
- 1964 - Plays the Great Show Tunes
- 1964 - Aces Hi
- 1965 - Live
- 1966 – Christmas Cheers from Ace Cannon (US Hot Albums #44)
- 1966 - Sweet & Tuff
- 1967 - Memphis Golden Hits
- 1969 - Ace of Sax
- 1972 - Cannon Country - Ace, That is!
- 1972 - Country Comfort
- 1973 - Baby Don't Get Hooked On Me

### Singles
| Année | Titre                          | Classement        | Album                        |
| Année | Titre                          | Billboard Hot 100 | Album                        |
| ----- | ------------------------------ | ----------------- | ---------------------------- |
| 1961  | Tuff A                         | 17                | Tuff Sax                     |
| 1962  | Blues (Stay Away From Me)      | 36                | Tuff Sax                     |
| 1962  | Sugar Blues                    | 92                | Singles only                 |
| 1962  | Volare                         | 107               | Looking Back With Ace Cannon |
| 1963  | Since I Met You Baby           | 130               | Singles only                 |
| 1963  | Cotton Fields                  | 67                | Aces Hi                      |
| 1963  | Swanee River                   | 103               | Aces Hi                      |
| 1964  | Searchin'                      | 84                | Aces Hi                      |
| 1964  | Empty Arms                     | 120               | Nashville Hits               |
| 1965  | Sea Cruise                     | 135               | Singles only                 |
| 1966  | Funny How Time Slips Away      | 102               | Sweet and Tuff               |
| 1968  | By the Time I Get to Phoenix   | 110               | Incomparable Sax             |
| 1977  | Blue Eyes Crying in the Rain B | —                 | Peace In the Valley          |

- A classé no 3 dans les charts Rhytm and blues
- B classé no 73 dans les charts Country